# Sofia Ståhl
Karin Sofia Sjöström Ståhl, född 6 april 1988 i Hedemora församling, Kopparbergs län, är en svensk hälsocoach, bloggare, föreläsare och författare på temat hälsa. Hon är även känd som PT-Fia. Sedan 2022 är hon VD för Taylor & Ståhl Agency.
I oktober 2019 hade TV-programmet Lyckomaten premiär på SVT där hon och kocken och krögaren Tareq Taylor var programledare.
Hon är utbildad certifierad kost- & träningskonsult och är även hälsobloggare på Femina sedan september 2019. Tidigare bloggade hon på Amelia, Metro och Metro Mode. Hon har även skrivit böcker på samma tema.
Hösten 2022 slog hon och Tareq Taylor samman sina verksamheter och startade företaget Taylor & Ståhl Agency med Sofia Ståhl som verkställande direktör och Tareq Taylor som chef för mediaverksamheten.

## Familj
Ståhl har en dotter född 2017.
Sedan 2022 är hon sambo med programledaren Tareq Taylor. I början av 2025 föddes parets första gemensamma barn.

## Priser och utmärkelser
- 2012 – Årets Hälso- & Träningsblogg, Blog Awards
- 2013 – Årets Träningsblogg, Finest Awards
- 2015 – Årets Hälsoblogg, Life Blog Awards
- 2015 – Årets Toppinspiratör, Tidningen ToppHälsa
- 2016 – Årets inspiratör, Hälsopriset